# Marineabschnittskommando Nord
Das Marineabschnittskommando Nord (MAKdo Nord) wurde am 1. April 1975 unter der Bezeichnung Marineabschnittskommando Ostsee aufgestellt. Es war ein Unterstützungsverband der Bundesmarine mit Standort Kiel. Im Zuge der Reorganisation der Marine nach der Wiedervereinigung wurde es am 1. April 1994 in Marineabschnittskommando Nord umbenannt. Es wurde zum 30. Juni 2001 aufgelöst.

## Auftrag und Organisation
Das neue Marineabschnittskommando Ostsee wurde aus der vormaligen Marinedivision Ostsee gebildet, das wiederum aus dem ersten Marineabschnittskommando Ostsee hervorgegangen war. Es unterstand dem Marineunterstützungskommando. Seine Aufgaben waren gegenüber seinen beiden Vorgängerorganisationen deutlich reduziert worden und beschränkten sich im Wesentlichen auf die Führung logistischer Einrichtungen im Ostseebereich. Die logistischen Grundsatzaufgaben der Marinedivision Ostsee und die Führung von Fernmeldeverbänden ging in die Verantwortung anderer Stellen über. Folglich wurde das neue MAKdo Ostsee/Nord nicht mehr von einem Flaggoffizier, sondern von einem Kapitän zur See geführt.
Dem MAKdo Ostsee/Nord unterstanden dauerhaft oder zeitweise folgende Dienststellen und Verbände:
- Marinestützpunkte
  - Marinestützpunktkommando Flensburg-Mürwik
    - Marinesanitätsstaffel

  - Marinestützpunktkommando Kiel
    - Außenstelle Neustadt
    - Außenstelle Eckernförde

  - Marinestützpunkt Olpenitz

- Logistische Einrichtungen 
  - Marinetransportbataillon 1 (bis 1998)
  - Marinetransportkompanie Nord (ab 1998)
  - Marinematerialdepot 1 in Kiel-Schilksee
  - Marinemunitionsdepot 1 in Probsteierhagen/Jägersberg
  - Marinemunitionsdepot 3 Leck-Langenberg

- Sonstige
  - Marinemusikkorps Ostsee

## Umgliederungen und Auflösung

### Marinetransportkompanie Nord
Das Marinetransportbataillon 1 wurde am 1. Oktober 1998 aufgelöst. An seine Stelle trat die Marinetransportkompanie Nord (MTrspKp Nord), die in Kiel aufgestellt wurde. Sie war dem Marineabschnittskommando Nord direkt unterstellt. Zum 1. Juli 2001 wurde sie dem Marineabschnittskommando West unterstellt und zum 30. Juni 2002 aufgelöst.

### Auflösung
Zum 30. Juni 2001 wurde das Marineabschnittskommando Nord aufgelöst. Die Stützpunkte wechselten wie die Marinetransportkompanie Nord unter das Marineabschnittskommando West.

## Kommandeure
- Flottillenadmiral Wilfried Toepser: von April 1975 bis Dezember 1976
- Kapitän zur See Gerhard Behrens: von Januar 1977 bis September 1981
- Kapitän zur See Paul Fischer: von Oktober 1981 bis 1983
- Kapitän zur See Egon Kruse: 1983/84
- Kapitän zur See Siegfried Baer: von 1983 bis 1986
- Kapitän zur See Johannes Ewerth: von 1986 bis 1994
- Kapitän zur See Wulff Lucas: 1995/96
- Kapitän zur See Norbert Schütte: von 1996 bis 1999
- Kapitän zur See Werner Ribbrock: 2000/01